# Миргородская улица (Москва)
Ми́ргородская у́лица — улица в районе Южное Бутово Юго-Западного административного округа города Москвы. Названа в 1986 году по украинскому городу Миргороду, в связи с её нахождением на юге города. Прежнее название — Железнодорожная улица, по железной дороге.

## Происхождение названия
Первая версия происхождения названия заключается в том, что улица была названа так в связи с тем, что находилась на юге города. А вторая с тем, что на этом месте после победы под Полтавой Пётр Первый наградил генерала за заслуги и отвагу имением.

## Описание
На Миргородской улице большая часть домов советской постройки — в 1925—1959 построилось большинство домов, тогда ещё на Железнодорожной улице. На улице имеется станция Бутово Курского направления Московской железной дороги.

## Расположение
Улица начинается от Миргородского проезда, потом пересекает Новооскольскую улицу и заканчивается выходом на 2-й Богучарский переулок..

## Транспорт

#### Железнодорожные станции
- Бутово

#### Ближайшие станции метро
- Улица Скобелевская (1,1 км)

#### Автобусы
- Бульвар Дмитрия Донского — Большая Бутовская улица — Станция «Бутово» — Бутовский полигон (№18)
- Остафьевская улица —  Бунинская аллея —  Улица Горчакова — Аллея Витте —  Бульвар Дмитрия Донского — Станция «Бутово» (№94)